# SC Alemannia Breslau
SC Alemannia Breslau was een Duitse voetbalclub uit Breslau, dat tegenwoordig het Poolse Wrocław is.

## Geschiedenis
De club werd opgericht in 1909. De club speelde in de schaduw van de succesvollere stadsrivalen. Na de Eerste Wereldoorlog speelde de club in 1919 voor het eerst in de hoogste klasse van de Breslause stadscompetitie en eindigde daar meteen op de laatste plaats. Het volgende seizoen deed de club het maar één plaatste beter. In 1922/23 werd de club vijfde op twaalf clubs. Een jaar later eindigde de club samen met SC Germania 04 Breslau op de laatste plaats. Beide clubs speelden een extra wedstrijd tegen elkaar, Alemannia won, maar was nog niet gered. De club moest het opnemen tegen de kampioen van de tweede klasse, FC Rapid Breslau en verloor waardoor ze alsnog degradeerden. Het volgdende seizoen werd de club met één punt achterstand op VfR 1897 Breslau vicekampioen in de B-Liga. Het volgende seizoen werd de club wel kampioen en speelde de barrage ter promotie tegen de laatste van de eerste klasse, VfR Breslau en won beide wedstrijden waardoor ze promoveerden. Bij de terugkeer eindigde de club op een knappe vierde plaats. Na een plaats in de middenmoot degradeerde de club opnieuw in 1929. Het volgende seizoen werd de club met grote achterstand op SC Hertha Breslau vicekampioen in de B-Liga. Ook in 1931 werd de club vicekampioen, nu achter VSV Union Wacker 08 Breslau. In 1932 werd de club wel kampioen en promoveerde opnieuw.
De club werd laatste en na dit seizoen werd de competitie grondig geherstructureerd. De NSDAP kwam aan de macht en de Zuidoost-Duitse voetbalbond en alle competities verdwenen. De Gauliga Schlesien kwam als vervanger waarvoor zich slechts vier clubs uit Breslau plaatsten. Alemannia ging in de Bezirksliga Mittelschlesien spelen.
Na een plaats in de middenmoot werd de club in 1935 vicekampioen achter VfB Breslau. Drie jaar later werden ze opnieuw vicekampioen, nu achter 1. FC Breslau. In 1941 werden ze opnieuw vicekampioen en doordat de Gauliga werd opgesplitst nam de club deel aan een promotie-eindronde voor bijkomende stijgers. Ze werden tweede achter DSV Schweidnitz en promoveerden naar de nieuwe Gauliga Niederschlesien.
De club werd zesde op negen clubs. Het volgende seizoen werd de club voorlaatste. In 1943/44 werd de Gauliga nog verder onderverdeeld vanwege de verwikkelingen in de Tweede Wereldoorlog. De groep Breslau werd in twee reeksen onderverdeeld en Alemannia eindigde derde in reeks twee. Voor het laatste seizoen van de Gauliga ging de club een oorlogsfusie aan met Germania Breslau om zo toch een volwaardig team te kunnen opstellen. De club won met 4-0 van de andere oorlogsfusie KSG Hertha/LSV Immelmann Breslau en na deze wedstrijd werd de competitie stopgezet.
Na het einde van de oorlog werd Breslau een Poolse stad, alle Duitse inwoners werden verjaagd en de voetbalclub werd opgeheven.